# Симфония e-moll (Цемлинский)
Симфония ми минор — первая симфония А. Цемлинского. Создавалась в апреле-мае 1891 года. Сохранились лишь титульный лист, медленная часть и Allegretto, обе эти части написаны, как ни странно, в Ре мажоре. Никогда не записывалась.
Симфония должна быть пронумерована как № 1, однако звукозаписывающие компании внесли путаницу в нумерацию симфоний Цемлинского: вторая (ре минор) стала № 1, а третья (Си-бемоль мажор) — № 2. Предвидя что-то подобное, Луиза Цемлинская, жена композитора, уже в 1960-х годах призывала называть симфонии не нумеруя, а по тональностям.